# 逆羽里白
逆羽里白（学名：Diplopterygium blotianum），又名阔片里白，为里白科里白属下的一个种。

## 扩展阅读
- 維基物種上的相關：逆羽里白